# تعطیلات (فیلم ۲۰۱۸)
تعطیلات (انگلیسی: Holiday) یک فیلم درام به کارگردانی ایسابلا ایکلوف است که در سال ۲۰۱۸ منتشر شد. این فیلم در جشنواره فیلم ساندنس به‌نمایش درآمد.

## بازخورد
در وبگاه راتن تومیتوز، این فیلم بر اساس نقدهای ۳۶ منتقد، به رتبهٔ ۷۸ درصد محبوبیت دست یافت. اجماع انتقادی این سایت چنین بود: «تعطیلات چالش‌برانگیز است، اما تماشاگران فیلم که علاقه‌مند به چالش کشیدن تابوهای سینما هستند، باید این فیلم را دریابند که استنباط‌های آن با یک داستان حقیقتاً پرمعنی توجیه می‌شود.»
| جایزه       | تاریخ        | شاخه/رشته                  | دریافت‌کننده         | نتیجه | منبع  |
| ----------- | ------------ | -------------------------- | ------------------- | ----- | ----- |
| جوایز بودیل | ۲ مارس ۲۰۱۹  | بهترین فیلم دانمارکی       |                     | برنده | [ ۴ ] |
| جوایز بودیل | ۲ مارس ۲۰۱۹  | بهترین بازیگر زن           | ویکتوریا کارمن زونه | برنده | [ ۴ ] |
| جوایز بودیل | ۲ مارس ۲۰۱۹  | بهترین بازیگر نقش مکمل مرد | لای یده هولگارد     | برنده | [ ۴ ] |
| جوایز بودیل | ۲ مارس ۲۰۱۹  | بهترین فیلمبردار           | نادیم کارلسن        | برنده | [ ۴ ] |
| فنتستیک فست | سپتامبر ۲۰۱۸ | بهترین فیلم موج آتی        | ایسابلا ایکلوف      | برنده | [ ۵ ] |
| فنتستیک فست | سپتامبر ۲۰۱۸ | بهترین کارگردان موج آتی    | ایسابلا ایکلوف      | برنده | [ ۵ ] |